# سيدور

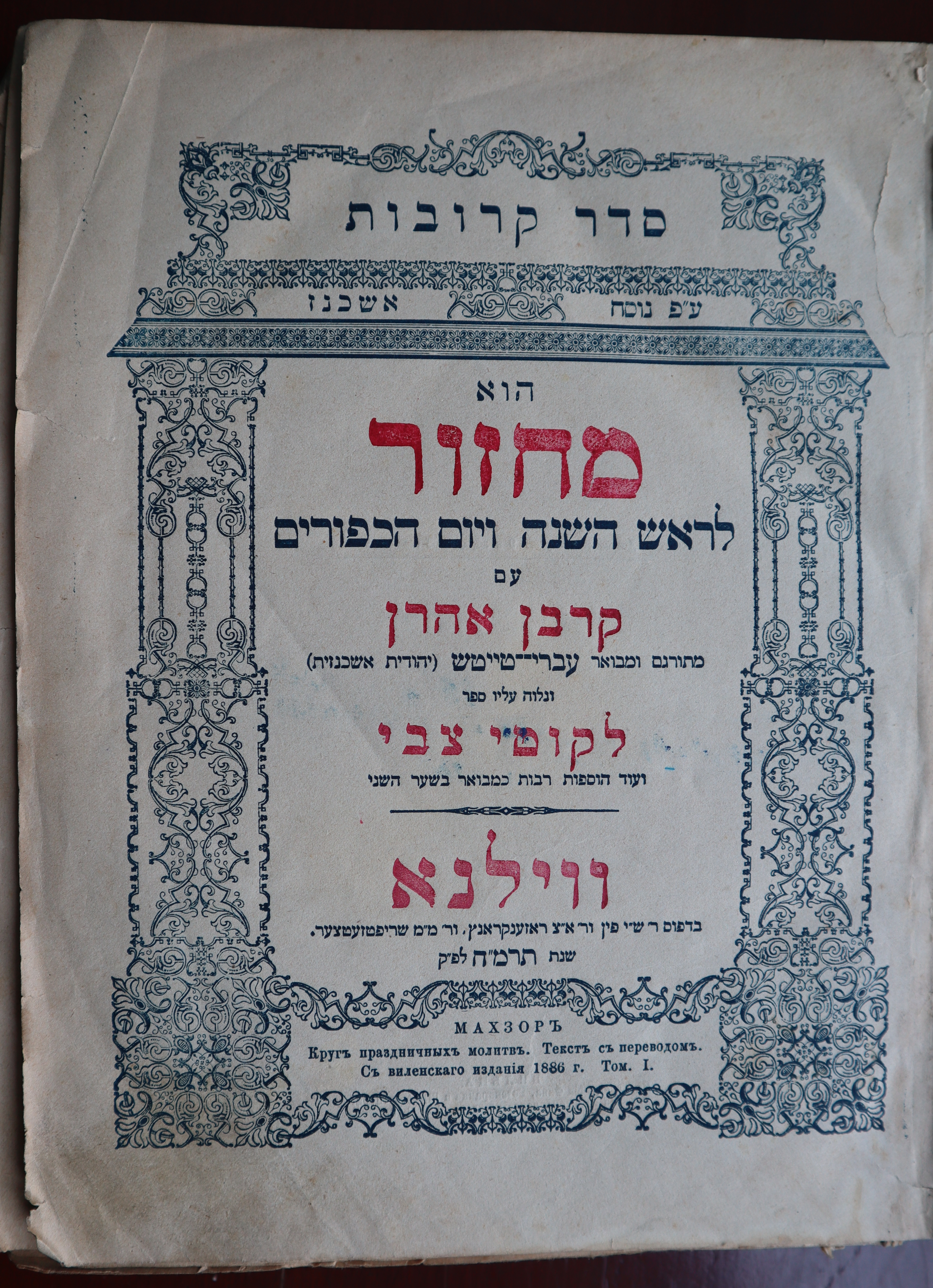
المحزور لرأس السنة ويوم الغفران

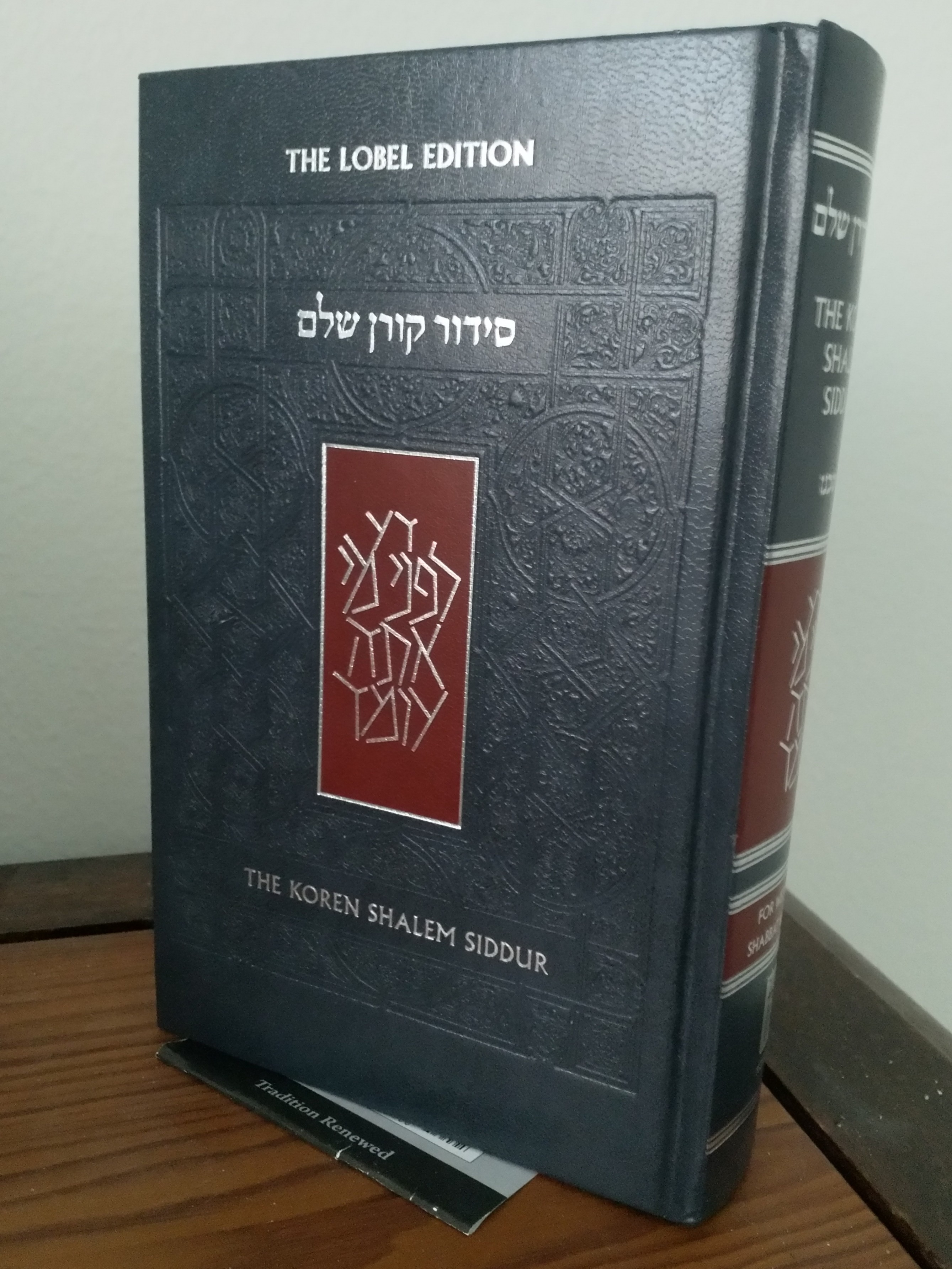
السيدور

السِّيدور، (بالعبرية סידור, من الجذر العبري الذي يتعلق بالنظام والترتيب) هو كتاب الصلوات اليهودية الذي يُستخدَم في الصلوات اليومية والأعياد. يتضمن السيدور صلوات وتراتيل تُمثل مختلف جوانب الحياة اليهودية، بما في ذلك الصلوات الخاصة بالشكر، التوبة، والطلبات، ويُعتبر جزءًا أساسيًا من العبادة اليهودية التقليدية. يذكر أن هناك نسخة خاصة تُستخدم في الأعياد تُدعى "المَحْزور" (بالعبرية מחזור, من الجذر العبري الذي يتعلق بالدورة والرجوع)، وهي تختلف في مضمونها وصلواتها عن السيدور المستخدم في الأيام العادية.

## المحتويات الرئيسية للسيدور
يشتمل السيدور على مجموعة من الصلوات التي تُعتبر حجر الزاوية في الحياة الدينية اليهودية. من بين هذه الصلوات، يمكن الإشارة إلى:
اسمع اسرائيل (بالعبرية שְׁמַע יִשְׂרָאֵל، شمع يسرائيل): "اسمع يا إسرائيل، الرب إلهنا، الرب واحد". تُعتبر هذه الصلاة إعلانًا للإيمان، وهي واحدة من الصلوات الأساسية في السِّدور، تُقال مرتين يوميًا على الأقل، صباحًا ومساءً، وتعبر عن التوحيد والإيمان بإله واحد.
وقوف (بالعبرية עֲמִידָה، عاميدة): تُسمى هكذا لأنها تُقرأ أثناء الوقوف. تُقرأ ثلاث مرات يوميًا في أيام الأسبوع، وتُعتبر مركز العبادة اليومية. تتألف من 19 بركة تشمل الثناء، الطلبات، والشكر لله. تنتهي الصلاة بالعبارة: "صانع السلام في الأعالي، هو سيصنع السلام علينا وعلى جميع إسرائيل، وقولوا آمين".
علينا أن نُسَبَّحَ (بالعبرية עַלֵּינוּ לְשַׁבֵּחַ، عَلِيَنو لِشَبِّيَح): تُقرأ في ختام الصلوات اليومية وتُمجد الله باعتباره الخالق والسيد المطلق للعالم. هذه الصلاة تُبرز الفرق بين الإيمان التوحيدي لليهود وعبادة الأوثان التي يمارسها الآخرون، مما يعزز من أهمية التوحيد في العبادة اليهودية.
الكاديش (بالعبرية קַדִּישׁ، قديش): تُقال بعد الصلوات والجنازات، وهي صلاة تتضمن تسبحًا وتمجيدًا لاسم الله، وتُكتب باللغة الآرامية. تنتهي كذلك مثل صلاة الوقوف بالعبارة: "صانع السلام في الأعالي، هو سيصنع السلام علينا وعلى جميع إسرائيل، وقولوا آمين".

## اختلافات النُسخ
توجد اختلافات قليلة في النصوص وترتيب الصلوات بين الطوائف اليهودية، خاصة بين السفارديم (اليهود من أصول إسبانية وشرقية) والأشكناز (اليهود من أصول أوروبية)، ولكن هناك أيضًا نسخة خاصة لليهود اليمنيين.
هناك أيضًا اختلافات بناءً على وجهات نظر سياسية ولاهوتية. فمثلاً اليهود الصهاينة يقولون صلاة من أجل سلام دولة إسرائيل، وهي صلاة كتبت بعد قيام الدولة ولا يقولها اليهود غير الصهاينة.